# Nền tảng Krym
Nền tảng Krym (tiếng Ukraina Кри́мська платфо́рма, tiếng Tatar Krym Qırım platforması, tiếng Anh Crimea Platform) - là một cơ chế phối hợp quốc tế được Ukraina khởi xướng để đưa vấn đề Krym trở lại chương trình nghị sự, bảo vệ nhân quyền ở Krym và thúc đẩy việc chống chiếm đóng bán đảo, đồng thời củng cố an ninh châu Âu và toàn cầu.
Chính thức ra mắt tại hội nghị thượng đỉnh sáng lập ở Kyiv vào ngày 23 tháng 8 năm 2021, Nền tảng Krym hoạt động thường xuyên, bao gồm văn phòng ở Kyiv. Theo Phó Thủ tướng Ukraina Oleksiy Reznikov, nền tảng Krym nên trở thành một chủ đề mang tính tập thể về tương tác với Nga liên quan đến Krym.

## Lịch sử thành lập và xúc tiến
Các tổ chức quốc tế đã công nhận việc chiếm đóng và sáp nhập Krym là bất hợp pháp và lên án hành động của Nga, trong khi các nước phương Tây áp đặt các biện pháp trừng phạt kinh tế đối với nước chiếm đóng. EU và Mỹ đang theo đuổi chính sách nhất quán không công nhận các hành động của Nga ở Krym và Sevastopol.

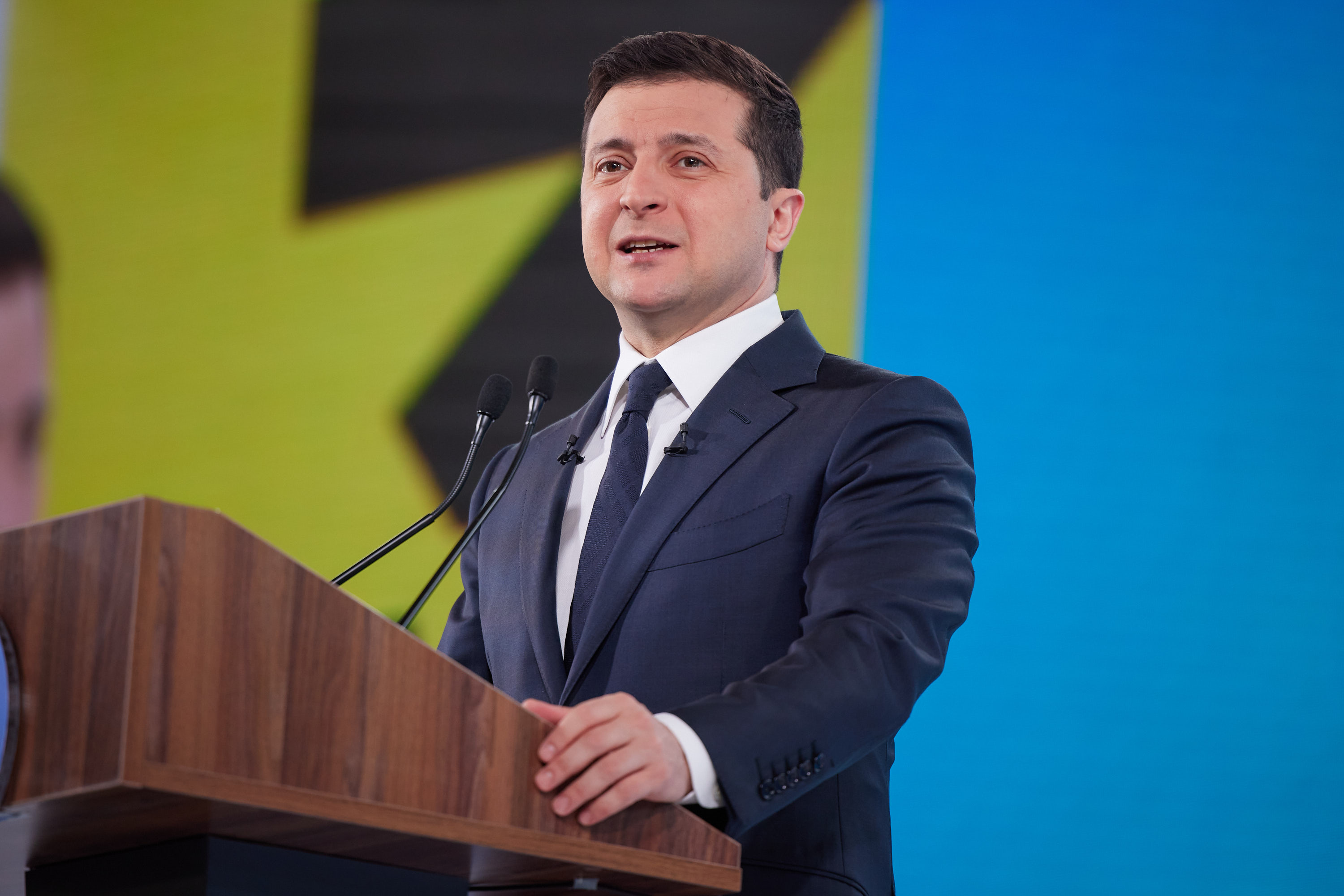
Volodymyr Zelensky, Tổng thống Ukraina

Tuy nhiên, với sự phát triển hành động xâm lược của Nga ở Donbas, vấn đề chống chiếm đóng Cộng hòa Tự trị Krym và thành phố Sevastopol đã gần như biến mất khỏi chương trình nghị sự của chính trị quốc tế. Bộ Ngoại giao Ukraina đang cố gắng giữ chủ đề này là trung tâm của đối thoại chính trị và chuyên gia với các đối tác quốc tế, hiểu sự cần thiết phải tạo ra nền tảng đàm phán quốc tế để thảo luận về các cách giải quyết vấn đề chống chiếm đóng.
Kế hoạch cho khu vực như vậy đã được Bộ Tái hòa nhập các vùng lãnh thổ bị chiếm đóng tạm thời công bố và tại phiên họp thứ 75 của Đại hội đồng LHQ vào tháng 9 năm 2020, Tổng thống Ukraina Volodymyr Zelensky đã kêu gọi các quốc gia thành viên tham gia thành lập một nền tảng như vậy. Sau đó, chính quyền Ukraina đã tiến hành  chiến dịch thu hút các nước phương Tây tham gia vào nền tảng Krym nhằm chống chiếm đóng bán đảo này.
Vào ngày 26 tháng 2 năm 2021, Tổng thống Ukraina Volodymyr Zelensky đã ký Sắc lệnh "Về một số biện pháp nhằm giải quyết vấn đề chống chiếm đóng và tái hòa nhập lãnh thổ tạm thời bị chiếm đóng của Cộng hòa tự trị Krym và thành phố Sevastopol", bằng Sắc lệnh này quyết định thành lập Ban tổ chức để chuẩn bị và tổ chức tại Ukraina hội nghị thượng đỉnh sáng lập Nền tảng Krym. Theo văn bản, Bộ Ngoại giao đảm bảo điều phối sự tham gia của Ukraina vào Cương lĩnh Krym. Trưởng Ban tổ chức chuẩn bị Hội nghị thượng đỉnh sáng lập là Bộ trưởng Ngoại giao Ukraina Dmytro Kuleba.
Trong Chiến lược chống chiếm đóng và tái hòa nhập lãnh thổ tạm thời bị chiếm đóng của Cộng hòa tự trị Krym và thành phố Sevastopol, được phê duyệt theo Sắc lệnh của Tổng thống Ukraina Volodymyr Zelensky ngày 24 tháng 3 năm 2021, Nền tảng Krym được xác định như một công cụ chính:
81. Ukraina thiết lập và phát triển Nền tảng Krym như một công cụ chính sách đối ngoại chủ yếu để củng cố các nỗ lực quốc tế nhằm chống chiếm đóng và khôi phục toàn vẹn lãnh thổ của Ukraina, khắc phục hậu quả của việc Liên bang Nga tạm thời chiếm đóng Cộng hòa tự trị Krym và thành phố Sevastopol, cũng như bảo vệ quyền và lợi ích của công dân Ukraina.
92. Ukraina đang khởi xướng quá trình đàm phán quốc tế để xác định các phương thức giải phóng khu vực lãnh thổ bị chiếm đóng tạm thời và khôi phục trật tự hiến pháp của Ukraina tại các khu vực này, đặc biệt là dựa trên các quy định của Bản ghi nhớ về đảm bảo an ninh liên quan đến việc Ukraina gia nhập Hiệp ước Không phổ biến vũ khí hạt nhân cũng như các kết quả của Nền tảng Krym.

## Phương hướng công tác, định dạng

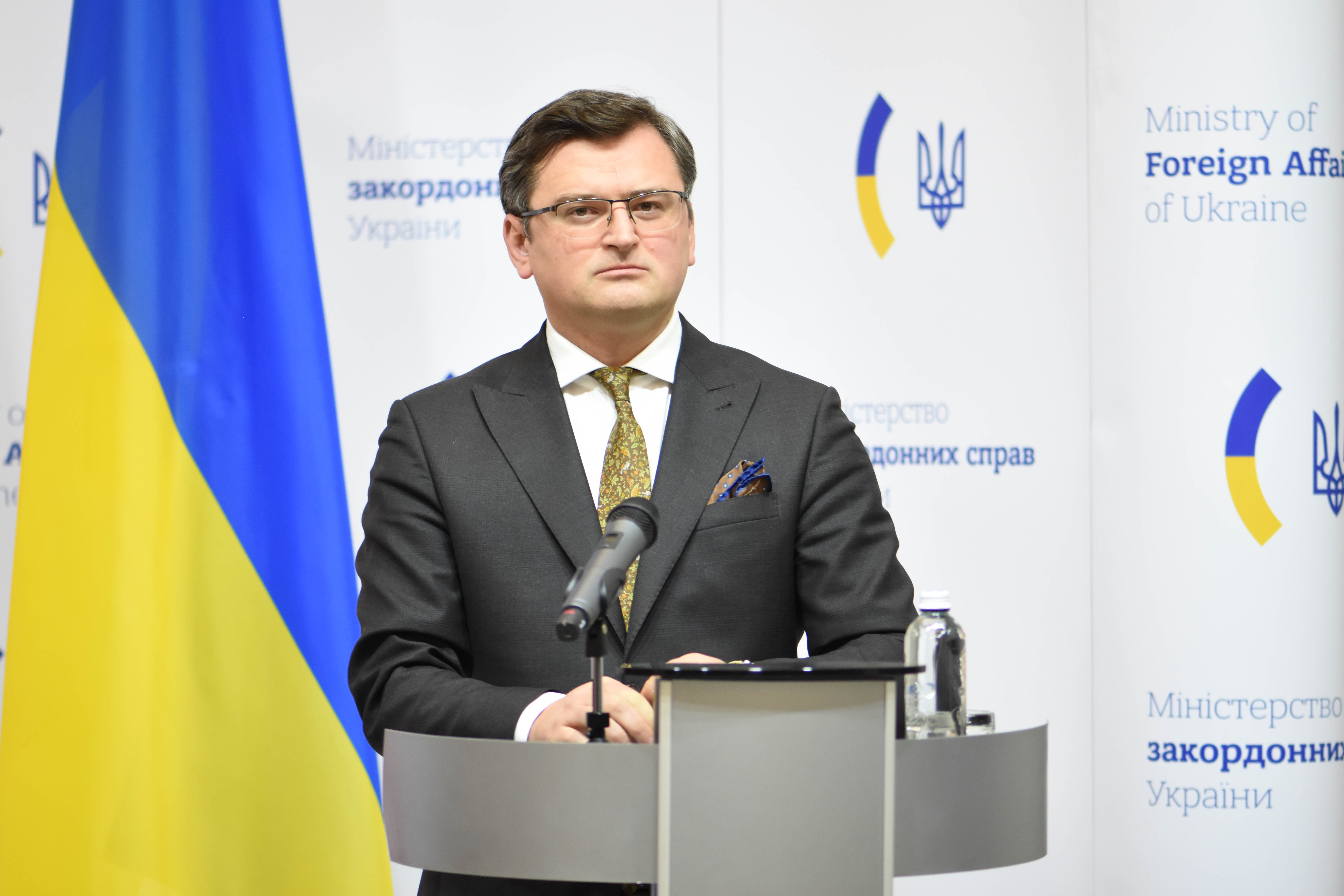
Dmytro Kuleba, Bộ trưởng Ngoại giao Ukraina

Bộ trưởng Ngoại giao Dmytro Kuleba xác định năm ưu tiên dự kiến của công tác đàm phán Nền tảng Krym:
Thứ nhất, an ninh, bao gồm tự do hàng hải. Thứ hai, đảm bảo hiệu quả của các biện pháp trừng phạt đối với quốc gia xâm lược. Thứ ba, bảo vệ quyền con người và luật nhân đạo quốc tế. Thứ tư, bảo vệ các quyền giáo dục, văn hóa và tôn giáo. Thứ năm, khắc phục tác động tiêu cực của việc tạm chiếm Krym đến kinh tế và môi trường.

Hoạt động dài hạn của Nền tảng Krym tập trung vào các hướng ưu tiên như sau:
- củng cố chính sách quốc tế không công nhận sự thay đổi quy chế của Krym;
- hiệu quả của các biện pháp trừng phạt, đẩy mạnh các biện pháp trừng phạt và ngăn chặn các đường vòng;
- bảo vệ nhân quyền và luật nhân đạo quốc tế;
- đảm bảo an ninh trong khu vực Biển Đen-Azov và cả ngoài khu vực, bảo vệ nguyên tắc tự do hàng hải;
- khắc phục hậu quả về môi trường và kinh tế của sự chiếm đóng.

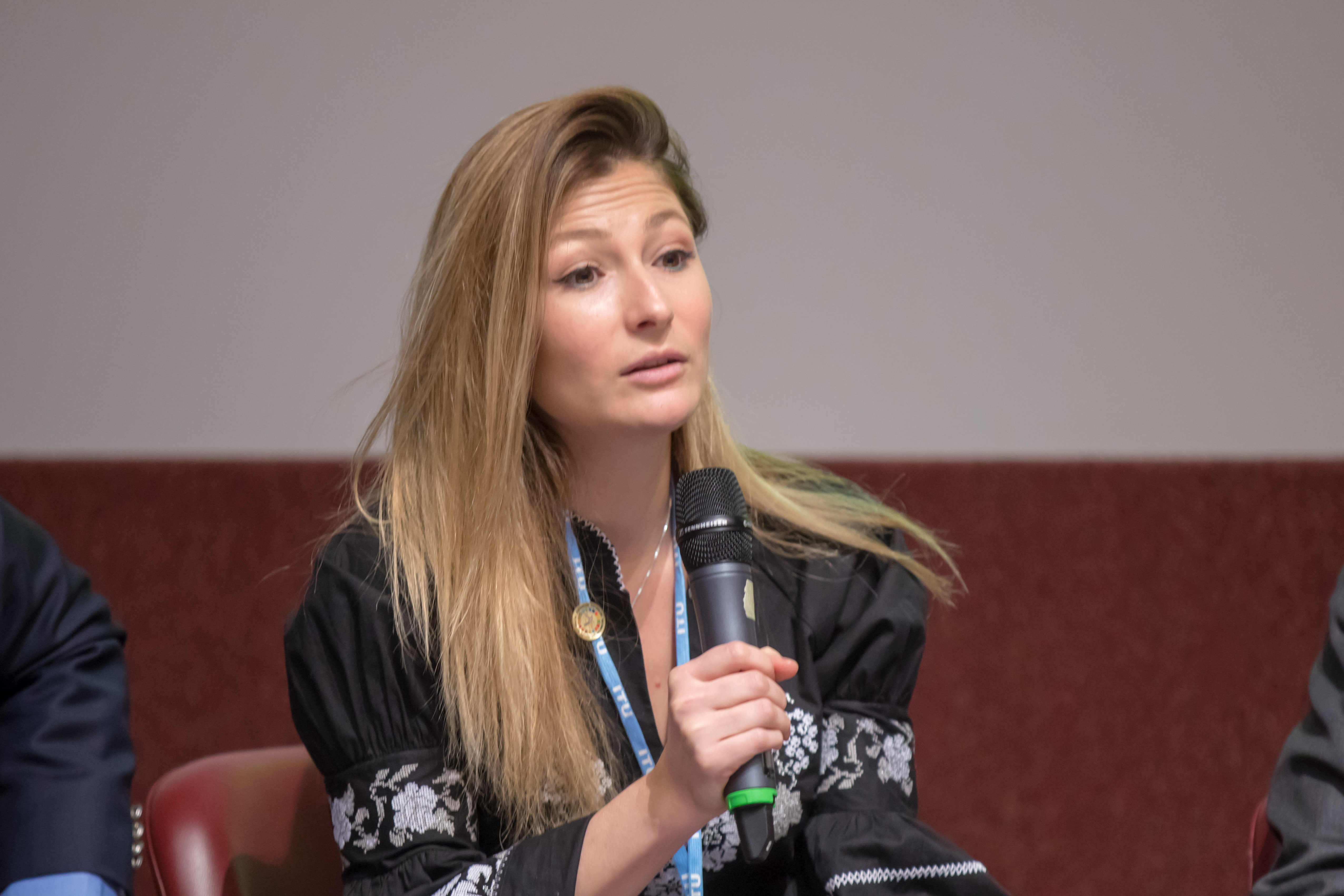
Emine Dzhaparova, Thứ trưởng thứ nhất Bộ Ngoại giao Ukraina

Thứ trưởng thứ nhất Bộ Ngoại giao Ukraina Emine Dzhaparova cho thấy bốn định dạng công việc của Nền tảng được lên kế hoạch: định dạng tổng thống, bộ trưởng ngoại giao, đại biểu quốc hội và chuyên gia. Mức độ liên chính phủ sẽ hoạt động dưới hình thức tham vấn giữa những bộ trưởng ngoại giao, những cuộc họp phối hợp của các nhóm làm việc chuyên ngành theo hướng dẫn ưu tiên, những hội nghị. Riêng, có thể thiết lập một diễn đàn hàng năm về an ninh tại vùng Biển Đen rộng và hơn thế nữa. Một thành phần quan trọng của Nền tảng Krym sẽ là việc thả các tù nhân chính trị ở Krym.
Hiệp hội nghị viện liên phe trong Nền tảng Krym (Mustafa Dzhemilev, Rustem Umerov, Akhtem Chyigoz, Yelyzaveta Yasko, Vadym Halaichuk) đã được thành lập trong quốc hội Ukraina để phát triển một gói dự luật liên quan đến bán đảo tạm thời bị sáp nhập.
Vào tháng 6 năm 2021, mạng lưới chuyên gia của Nền tảng Krym đã được giới thiệu tại trung tâm báo chí của Trung tâm Truyền thông Ukraina về Khủng hoảng. Sự kiện có sự tham gia của đại diện Nhóm Bảo vệ nhân quyền Krym, Lăng kính Ukraina, Trung tâm Điều tra Báo chí. Ngày 6/8, Kyiv đã đăng cai tổ chức Diễn đàn sáng lập Mạng lưới chuyên gia Nền tảng Krym với sự tham gia của đại diện Bộ Ngoại giao, các đại sứ quán, các chuyên gia trong nước và quốc tế.
Các nhóm hỗ trợ sáng kiến đã được thành lập tại Seimas Litva, Saeima Latvia và Hội đồng Nghị viện NATO. Việc thành lập những nhóm tương tự được tích cực thảo luận trong Sejm Ba Lan và Quốc hội Cộng hòa Séc. Verkhovna Rada Ukraina đã đề xuất thành lập một hội đồng điều phối liên nghị viện về Nền tảng Krym.
Mạng lưới chuyên gia Nền tảng Krym với hơn 70 tổ chức phi chính phủ của Ukraina và nước ngoài, trung tâm nghiên cứu phân tích và các nhà bảo vệ nhân quyền đang hoạt động.
Các đối tác của Nền tảng Krym là tổ chức phi chính phủ từ thiện Quỹ Đông Âu và Đại hội thế giới của người Ukraina. Định dạng này sẽ hoạt động cho đến khi bán đảo trở lại quyền kiểm soát của Ukraina.

## Hội nghị thượng đỉnh thành lập

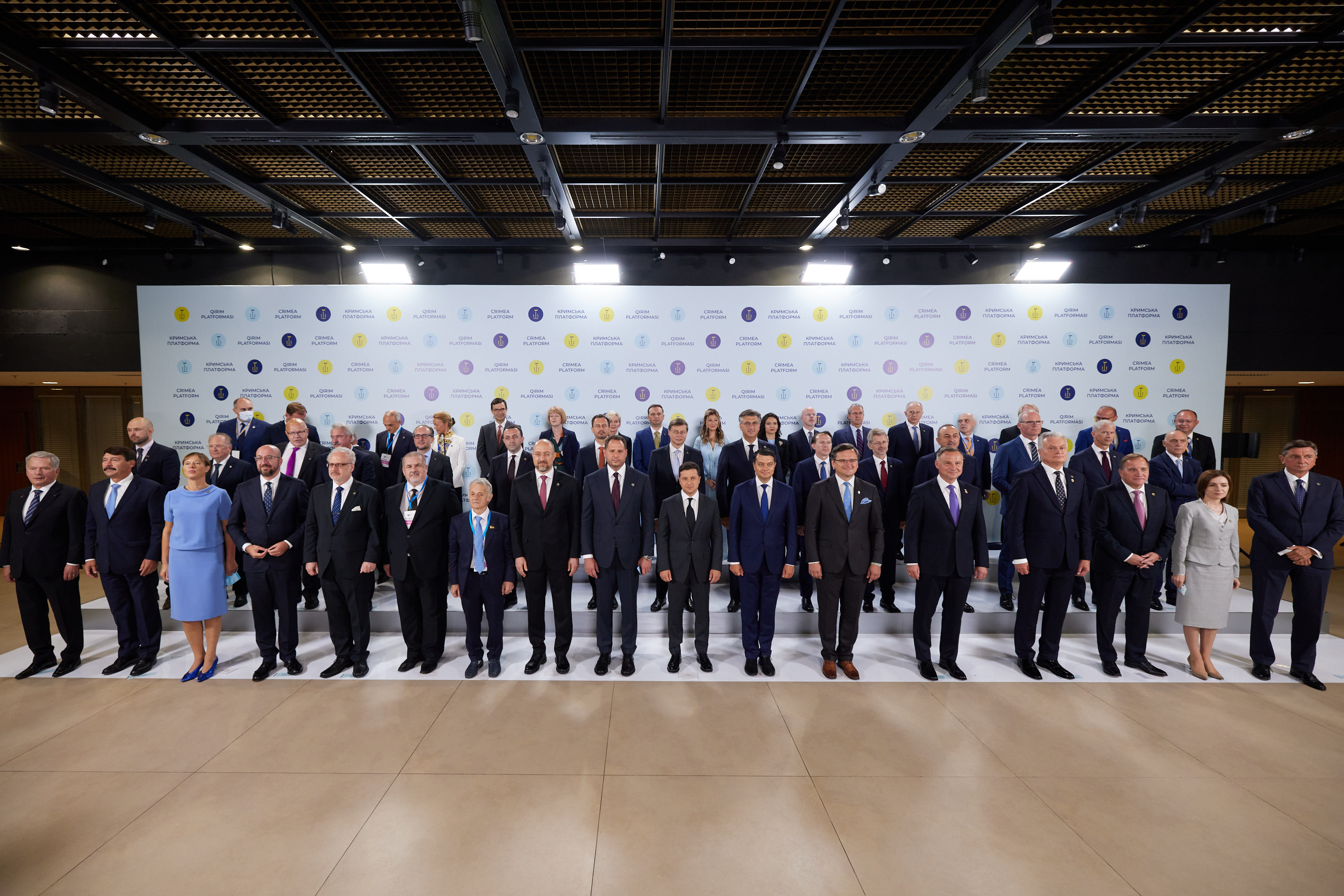
Các đại biểu tại hội nghị thượng đỉnh đầu tiên của Nền tảng Krym

Thổ Nhĩ Kỳ, Hoa Kỳ, Canada, Anh và Moldova là những nước đầu tiên công bố kế hoạch cử đại diện của họ tham dự hội nghị thượng đỉnh tại Kyiv. Về phía Nga, Bộ Ngoại giao của nước xâm lược trước đó cho rằng sẽ tham gia vào nền tảng Krym nếu đặt ra điều kiện: "Nếu như có kế hoạch thảo luận về việc nối lại nguồn cung cấp nước và điện cho Krym, dỡ bỏ việc phong tỏa thương mại và vận tải của Kyiv đối với bán đảo". Phía Ukraina bác bỏ khả năng như vậy. Nga sau đó gọi những nỗ lực của Ukraina trong việc trao trả Krym là bất hợp pháp và sự tham gia của bất kỳ quốc gia và tổ chức nào trong sáng kiến của Ukraina là sự xâm phạm trực tiếp đến toàn vẹn lãnh thổ của Nga. Nó cũng tìm cách làm suy yếu uy tín của nền tảng và ngăn chặn các quốc gia khác tham gia vào nền tảng bằng cách tạo áp lực, đe dọa trục lợi và hăm dọa - vì lý do đó danh sách khách mời tham dự hội nghị thượng đỉnh phải được giữ bí mật.
Đại diện của 47 quốc gia và tổ chức quốc tế đã tụ họp tại Hội nghị thượng đỉnh vào ngày ngày 23 tháng 8 2021, một hôm trước Lễ kỷ niệm 30 năm Ngày Độc lập của Ukraina vào. Vào tháng 10 năm 2021, Liechtenstein cũng phát biểu ủng hộ Nền tảng Krym trong phiên họp thứ 48 của Hội đồng Nhân quyền Liên hợp quốc.
| Khách tham dự Hội nghị thượng đỉnh Nền tảng Krym | Khách tham dự Hội nghị thượng đỉnh Nền tảng Krym | Khách tham dự Hội nghị thượng đỉnh Nền tảng Krym    | Khách tham dự Hội nghị thượng đỉnh Nền tảng Krym |
| ------------------------------------------------ | ------------------------------------------------ | --------------------------------------------------- | ------------------------------------------------ |
| №                                                | Quốc gia / tổ chức quốc tế                       | Cấp đại diện                                        | Lãnh đạo đoàn                                    |
| 1                                                | Ukraina                                          | Tổng thống                                          | Volodymyr Zelensky                               |
| 2                                                | Latvia                                           | Tổng thống                                          | Egils Levits                                     |
| 3                                                | Litva                                            | Tổng thống                                          | Gitanas Nauseda                                  |
| 4                                                | Estonia                                          | Tổng thống                                          | Kersti Kaljulaid                                 |
| 5                                                | Ba Lan                                           | Tổng thống                                          | Andrzej Duda                                     |
| 6                                                | Hungary                                          | Tổng thống                                          | Janos Ader                                       |
| 7                                                | Moldova                                          | Tổng thống                                          | Maia Sandu                                       |
| 8                                                | Slovenia                                         | Tổng thống                                          | Borut Pahor                                      |
| 9                                                | Phần Lan                                         | Tổng thống                                          | Sauli Niiniste                                   |
| 10                                               | Slovakia                                         | Thủ tướng                                           | Eduard Heger                                     |
| 11                                               | România                                          | Thủ tướng                                           | Florin Citu                                      |
| 12                                               | Gruzia                                           | Thủ tướng                                           | Irakli Garibashvili                              |
| 13                                               | Croatia                                          | Thủ tướng                                           | Andrej Plenkovic                                 |
| 14                                               | Thụy Điển                                        | Thủ tướng                                           | Stefan Lofven                                    |
| 15                                               | Thụy Sĩ                                          | Chủ tịch Hội đồng quốc gia                          | Andreas Aebi                                     |
| 16                                               | Cộng hòa Séc                                     | Chủ tịch Thượng viện                                | Milos Vystrcil                                   |
| 17                                               | Thổ Nhĩ Kỳ                                       | Bộ trưởng Ngoại giao                                | Mevlut Cavusoglu                                 |
| 18                                               | Áo                                               | Bộ trưởng Ngoại giao                                | Alexander Schallenberg                           |
| 19                                               | Luxembourg                                       | Bộ trưởng Ngoại giao                                | Jean Asselborn                                   |
| 20                                               | Ireland                                          | Bộ trưởng Ngoại giao                                | Simon Coveney                                    |
| 21                                               | Bulgaria                                         | Bộ trưởng Ngoại giao                                | Svetlan Stoev                                    |
| 22                                               | Montenegro                                       | Bộ trưởng Ngoại giao                                | Đorđe Radulovic’                                 |
| 23                                               | Bắc Macedonia                                    | Bộ trưởng Ngoại giao                                | Bujar Osmani                                     |
| 24                                               | Anh Quốc                                         | Bộ trưởng Châu Âu và châu Mĩ                        | Wendi Morton                                     |
| 25                                               | Bồ Đào Nha                                       | Bộ trưởng Quốc phòng                                | João Gomes Cravinh                               |
| 26                                               | Hoa Kỳ                                           | Bộ trưởng Năng lượng                                | Jennifer Granholm                                |
| 27                                               | Đức                                              | Bộ trưởng Kinh tế và năng lượng                     | Peter Altmaier                                   |
| 28                                               | Pháp                                             | Bộ trưởng Ngoại thương và hấp dẫn kinh tế           | Franck Riester                                   |
| 29                                               | Hà Lan                                           | Bộ trưởng Ngoại thương và hợp tác phát triển        | Tom de Bruijn                                    |
| 30                                               | Albania                                          | Bộ trưởng phụ trách các vấn đề quan hệ với quốc hội | Elisa Spiropali                                  |
| 31                                               | Ý                                                | Thứ trưởng Ngoại giao                               | Benedetto Della Vedova                           |
| 32                                               | Na Uy                                            | Quốc vụ khanh Bộ ngoại giao                         | Audun Halvorsen                                  |
| 33                                               | Tây Ban Nha                                      | Quốc vụ khanh Liên minh châu Âu                     | Juan González-Barba Pera                         |
| 34                                               | Bỉ                                               | Đại sứ                                              | Alex Lenaerts                                    |
| 35                                               | Đan Mạch                                         | Đại sứ                                              | Ole Egberg Mikkelsen                             |
| 36                                               | New Zealand                                      | Đại sứ                                              | Si'alei van Toor                                 |
| 37                                               | Malta                                            | Đại sứ                                              | Godwin Montanaro                                 |
| 38                                               | Nhật Bản                                         | Đại sứ                                              | Takashi Kurai                                    |
| 39                                               | Úc                                               | Đại sứ                                              | Bruce Edwards                                    |
| 40                                               | Síp                                              | Đại sứ                                              | Luis Telemakhu                                   |
| 41                                               | Canada                                           | Đại sứ                                              | Larisa Galadza                                   |
| 42                                               | Hy Lạp                                           | Đại sứ                                              | Vasilios Bornovas                                |
| 43                                               | Iceland                                          | Đại sứ                                              | Eidun Atlason                                    |
| 44                                               | Hội đồng châu Âu                                 | Chủ tịch                                            | Charles Michel                                   |
| 44                                               | Ủy ban châu Âu                                   | Phó Chủ tịch                                        | Valdis Dombrovskis                               |
| 45                                               | NATO                                             | Phó Tổng thư ký                                     | Mircea Geoana                                    |
| 46                                               | Ủy hội châu Âu                                   | Tổng thư ký                                         | Marija Pejcinovic Buric                          |
| 47                                               | GUAM                                             | Tổng thư ký                                         | Altay Efendiyev                                  |

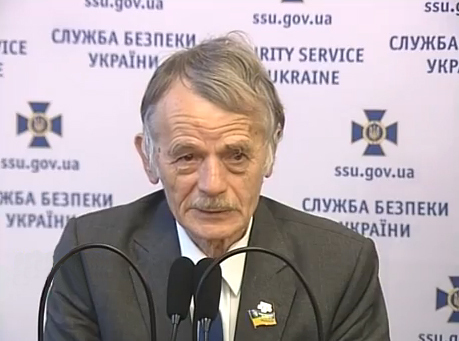
Mustafa Dzhemilev, nhà lãnh tụ của dân tộc Tatar Krym

Vì vậy, cuộc họp tại Trung tâm Hội nghị và triển lãm Parkovyi của thủ đô đã có sự tham gia của tất cả các nước thành viên của NATO, EU và G7, nhưng không có nước nào đến từ châu Phi hoặc Nam Mỹ. Liên hợp quốc cũng không cử đại diện. Kết quả là sự kiện này trở thành sự kiện lớn nhất do Ukraina tổ chức. Sự kiện có sự phát biểu của Tổng thống Ukraina Volodymyr Zelensky, Chủ tịch Verkhovna Rada Ukraina Dmytro Razumkov, Thủ tướng Ukraina Denys Shmyhal, các trưởng đoàn nước ngoài, lãnh đạo người Tatar Krym Mustafa Dzhemilev, đại diện Mạng lưới chuyên gia Nền tảng Krym Olha Skrypnyk. Tại hội thảo chuyên đề, các quan chức cấp cao, chính trị gia, chuyên gia nước ngoài và dư luận xã hội tập trung vào việc không công nhận sự ráng sức sáp nhập Krym, chính sách trừng phạt, an ninh khu vực Azov-Biển Đen, nhân quyền và luật nhân đạo quốc tế, hậu quả kinh tế và môi trường của việc chiếm đóng.
Verkhovna Rada của Ukraina kêu gọi các tổ chức quốc tế và các quốc gia nước ngoài tăng cường hợp tác trong khuôn khổ Nền tảng Krym sau khi thông qua nghị quyết liên quan vào ngày diễn ra hội nghị thượng đỉnh.

### Tuyên bố

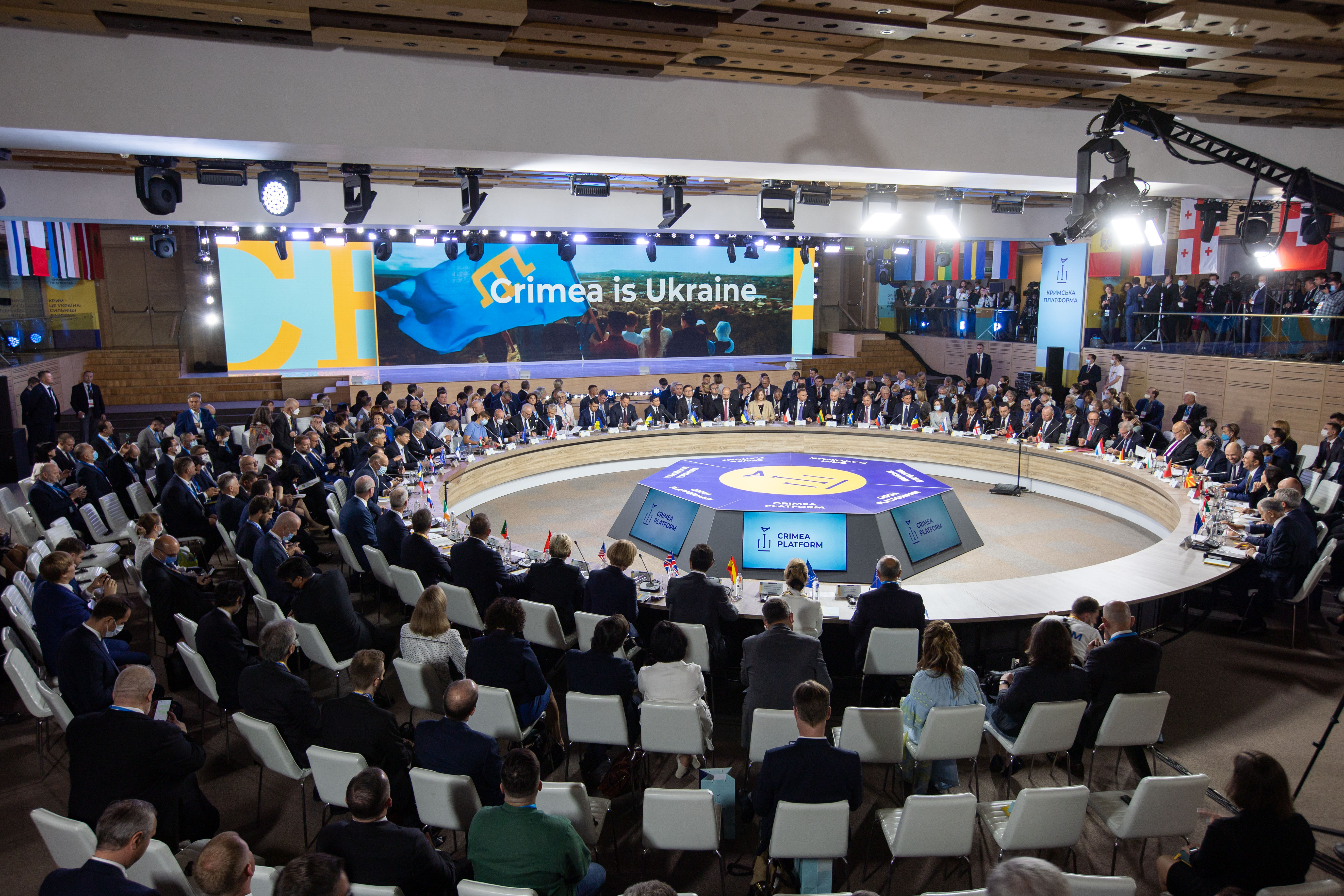
Cuộc họp thượng đỉnh

Sau hội nghị cấp cao thành lập, các nước tham gia đã thông qua tuyên bố chung. Tài liệu nêu rõ:
- tạo ra  Nền tảng Krym quốc tế như một định dạng tham vấn và phối hợp nhằm mục đích chấm dứt một cách hòa bình việc Nga tạm chiếm đóng Krym,
- tiếp tục chính sách không công nhận việc Nga sáp nhập Krym bất hợp pháp,
- xem xét áp dụng thêm các biện pháp chính trị, ngoại giao và để hạn chế đối với Nga, nếu được quy định trong hệ thống pháp luật của mỗi Thành viên trong Nền tảng và theo các thủ tục phù hợp, khi cần thiết và nếu hành động của Nga đòi hỏi áp dụng điều này,
- đương đầu với những thách thức mới và các mối hiểm họa lai căng do quá trình quân sự hóa Krym đang diễn ra,
- kêu gọi Nga thực hiện nghĩa vụ của mình với tư cách là quốc gia chiếm đóng theo luật nhân đạo quốc tế, yêu cầu Nga chấm dứt ngay mọi hành vi vi phạm và lạm dụng nhân quyền đối với người dân Krym và đảm bảo quyền tiếp cận đầy đủ và không bị cản trở đến Krym để có các cơ chế giám sát nhân quyền và những người bảo vệ nhân quyền,
- sử dụng các cơ chế thích hợp của LHQ, Hội đồng Châu Âu, OSCE, các tổ chức quốc tế và khu vực khác để giải quyết các vấn đề liên quan đến việc tạm chiếm,
- xem xét khả năng hỗ trợ các dự án kinh tế, cơ sở hạ tầng và môi trường để phát triển các khu vực của Ukraina giáp với bán đảo Krym đang bị tạm chiếm,
- thừa nhận vai trò của các nghị viện quốc gia trong việc phản đối sự tạm chiếm Krym và khuyến khích phối hợp các hoạt động về Krym giữa các nghị viện quốc gia, cũng như trong các hội đồng liên nghị viện.

Những người tham gia Nền tảng Krym mong chờ sự trả về cho Ukraina các vùng lãnh thổ bị tạm chiếm là Krym và Sevastopol và khôi phục quy chế tự trị của các vùng này, đồng thời kêu gọi Liên bang Nga tham gia mang tính xây dựng vào hoạt động của Nền tảng Krym quốc tế tiến đến chấm dứt sự chiếm đóng tạm thời bán đảo. Tuyên bố được để ngỏ để gia nhập. Ukraina kêu gọi các nước thuộc LHQ tham gia.

## Các văn phòng của Nền tảng Krym
Vào ngày diễn ra hội nghị thượng đỉnh, những người tham gia đã khai trương văn phòng chính của Nền tảng Krym. Trong số các nhiệm vụ của văn phòng, đặc biệt là giám sát suốt ngày đêm về tình hình trên bán đảo bị chiếm đóng về nhân quyền, tình hình kinh tế và môi trường, di sản văn hóa, v.v., thúc đẩy Chiến lược chống chiếm đóng và tái hòa nhập của Krym, thông báo và liên lạc với các công dân Ukraina từ Krym với các đối tác quốc tế. Người đứng đầu văn phòng là Anton Korynevych, Đại diện Thường trực của Tổng thống tại Cộng hòa Tự trị Krym.
Cơ cấu của Cơ quan đại diện của Tổng thống Ukraina tại Cộng hòa tự trị Krym bao gồm Cục bảo vệ hoạt động của Nền tảng Krym. Dự định mở các văn phòng Nền tảng Krym tại một số nước đã ký bản tuyên bố.

## Liên kết
1. ↑  “Зеленський створив оргкомітет Саміту Кримської платформи”. pravda.com.ua (bằng tiếng Ukraina). 26 tháng 2 năm 2021. Truy cập ngày 26 tháng 2 năm 2021.
2. ↑  “Кримська платформа: що це таке і чи допоможе Україні повернути Крим”. bbc.com (bằng tiếng Ukraina). 5 tháng 8 năm 2021. Truy cập ngày 13 tháng 8 năm 2021.
3. ↑  “Seven years since Russia's illegal annexation of Crimea”. Trang web chính thức của Cơ quan Hành động đối ngoại châu Âu (bằng tiếng Anh). 25 tháng 2 năm 2021. Truy cập ngày 26 tháng 2 năm 2021.
4. ↑  “De-occupation of Crimea will remain on EU-Ukraine political and expert dialogue agenda until full restoration of territorial integrity of Ukraine”. Trang web chính thức của Bộ Ngoại giao Ukraina (bằng tiếng Anh). 14 tháng 12 năm 2020. Truy cập ngày 19 tháng 11 năm 2021.
5. ↑  “President of Ukraine Volodymyr Zelensky called on the UN to take part in the creation of an international platform for the deoccupation of Crimea”. Trang web chính thức của Tổng thống Ukraina (bằng tiếng Anh). 23 tháng 9 năm 2020. Truy cập ngày 23 tháng 9 năm 2021.
6. ↑  “Україна представила ЄС концепцію Кримської платформи”. slovoidilo.ua (bằng tiếng Ukraina). 14 tháng 12 năm 2020. Truy cập ngày 1 tháng 3 năm 2021.
7. ↑  “Указ Президента України «Про окремі заходи, спрямовані на деокупацію та реінтеграцію тимчасово окупованої території АР Крим та м.Севастополя»”. Trang web chính thức của Tổng thống Ukraina (bằng tiếng Ukraina). 26 tháng 2 năm 2021. Truy cập ngày 26 tháng 2 năm 2021.
8. ↑  “Указ Президента України «Про Стратегію деокупації та реінтеграції тимчасово окупованої території АР Крим та м.Севастополя»”. Trang web chính thức của Tổng thống Ukraina (bằng tiếng Ukraina). 24 tháng 3 năm 2021. Truy cập ngày 24 tháng 3 năm 2021.
9. ↑  “Dmytro Kuleba informs OSCE participating States about five priorities of the Crimean Platform”. Trang web chính thức của Bộ Ngoại giao Ukraina (bằng tiếng Anh). 3 tháng 12 năm 2020. Truy cập ngày 19 tháng 11 năm 2021.
10. ↑  “Speech by First Deputy Minister Emine Dzhaparova at the Ukraine 30. International Relations All-Ukrainian Forum”. Trang web chính thức của Bộ Ngoại giao Ukraina (bằng tiếng Anh). 6 tháng 7 năm 2021. Truy cập ngày 15 tháng 7 năm 2021.
11. ↑  “Еміне Джеппар: «Кримська платформа покаже світу, що танго з агресором має ціну»”. ua.krymr.com (bằng tiếng Ukraina). 14 tháng 7 năm 2021. Truy cập ngày 19 tháng 11 năm 2021.
12. ↑  “У Раді створили міжфракційне об'єднання «Кримська платформа»”. ukrinform.ua (bằng tiếng Ukraina). 3 tháng 12 năm 2020. Truy cập ngày 6 tháng 5 năm 2021.
13. ↑  “Презентували експертну мережу Кримської платформи”. uacrisis.org (bằng tiếng Ukraina). 7 tháng 6 năm 2021. Truy cập ngày 10 tháng 6 năm 2021.
14. ↑  “У Києві стартував установчий форум експертної мережі Кримської платформи”. ua.krymr.com (bằng tiếng Ukraina). 6 tháng 8 năm 2021. Truy cập ngày 13 tháng 8 năm 2021.
15. ↑  “Верховна Рада високо цінує підтримку Чехією євроатлантичних прагнень України”. Trang web chính thức của Verkhovna Rada Ukraine (bằng tiếng Ukraina). 5 tháng 10 năm 2021. Truy cập ngày 20 tháng 11 năm 2021.
16. 1 2  “Adopted the Resolution No. 5775”. Trang web chính thức của Verkhovna Rada Ukraine (bằng tiếng Anh). 23 tháng 8 năm 2021. Truy cập ngày 20 tháng 11 năm 2021.
17. ↑  “Звернення Верховної Ради України”. Trang web chính thức của Verkhovna Rada Ukraine (bằng tiếng Ukraina). 23 tháng 8 năm 2021. Truy cập ngày 20 tháng 11 năm 2021.
18. ↑  “Дмитро Кулеба підписав меморандум про співпрацю МЗС та Експертної мережі Кримської платформи”. Trang web chính thức của Bộ Ngoại giao Ukraine (bằng tiếng Ukraina). 18 tháng 11 năm 2021. Truy cập ngày 20 tháng 11 năm 2021.
19. ↑  “МЗС та «Фонд Східна Європа» домовилися про підтримку експертної мережі Кримської платформи”. ukrinform.ua (bằng tiếng Ukraina). 29 tháng 7 năm 2021. Truy cập ngày 20 tháng 11 năm 2021.
20. ↑  “«Русским миром» намагаються окупувати навіть українців за кордоном – президент Світового конгресу українців”. radiosvoboda.org (bằng tiếng Ukraina). 28 tháng 8 năm 2021. Truy cập ngày 22 tháng 11 năm 2021.
21. ↑  “Кримська платформа завершить свою роботу тоді, коли на півострів повернеться прапор України – Кориневич”. ua.krymr.com (bằng tiếng Ukraina). 6 tháng 7 năm 2021. Truy cập ngày 15 tháng 7 năm 2021.
22. ↑  “«Кримська платформа». «Маячня» чи реальний крок для деокупації Криму?”. radiosvoboda.org (bằng tiếng Ukraina). 29 tháng 11 năm 2020. Truy cập ngày 28 tháng 2 năm 2021.
23. ↑  “МЗС Росії назвало умову, за якої російська сторона візьме участь у Кримській платформі”. crimea.suspilne.media (bằng tiếng Ukraina). 9 tháng 12 năm 2020. Truy cập ngày 19 tháng 8 năm 2021.
24. ↑  “Кулеба запросив Росію взяти участь в саміті Кримської платформи: "На порядку денному буде тільки одне питання"”. zn.ua (bằng tiếng Ukraina). 11 tháng 1 năm 2021. Truy cập ngày 19 tháng 8 năm 2021.
25. ↑  “Росія назвала "Кримську платформу" нелегітимною і пригрозила учасникам”. pravda.com.ua (bằng tiếng Ukraina). 15 tháng 3 năm 2021. Truy cập ngày 19 tháng 8 năm 2021.
26. ↑  “Окупанти пообіцяли «болючі наслідки» через «Кримську платформу»”. racurs.ua (bằng tiếng Ukraina). 12 tháng 8 năm 2021. Truy cập ngày 19 tháng 8 năm 2021.
27. ↑  “44 держави та організації: Кулеба назвав повний склад саміту "Кримської платформи"”. pravda.com.ua (bằng tiếng Ukraina). 19 tháng 8 năm 2021. Truy cập ngày 19 tháng 8 năm 2021.
28. ↑  “Остання країна НАТО приєдналася до Кримської платформи”. pravda.com.ua (bằng tiếng Ukraina). 21 tháng 8 năm 2021. Truy cập ngày 21 tháng 8 năm 2021.
29. ↑  “Joint Statement on the Human Rights Situation in the Autonomous Republic of Crimea and the city of Sevastopol, Ukraine (Human Rights Council 48th session)”. geneva.mfa.gov.ua (bằng tiếng Anh). 4 tháng 10 năm 2021. Truy cập ngày 22 tháng 11 năm 2021.
30. ↑  “"Нова сторінка на шляху до деокупації Криму": як проходила Кримська платформа”. suspilne.media (bằng tiếng Ukraina). 23 tháng 8 năm 2021. Bản gốc lưu trữ ngày 26 tháng 8 năm 2021. Truy cập ngày 23 tháng 8 năm 2021.
31. ↑  “Crimea Platform. Declaration”. Trang web chính thức của Tổng thống Ukraina (bằng tiếng Anh). 23 tháng 8 năm 2021. Truy cập ngày 24 tháng 8 năm 2021.
32. ↑  “Україна закликала країни ООН долучатися до Кримської платформи”. radiosvoboda.org (bằng tiếng Ukraina). 10 tháng 9 năm 2021. Truy cập ngày 16 tháng 9 năm 2021.
33. ↑  “УКАЗ ПРЕЗИДЕНТА УКРАЇНИ №117/2021”. Trang web chính thức của Tổng thống Ukraina (bằng tiếng Ukraina). 24 tháng 3 năm 2021. Truy cập ngày 22 tháng 11 năm 2021.
34. ↑  “President of Ukraine and the participants of the Crimea Platform summit watched the initiative's head office in Kyiv”. Trang web chính thức của Tổng thống Ukraina (bằng tiếng Anh). 23 tháng 8 năm 2021. Truy cập ngày 24 tháng 8 năm 2021.
35. ↑  “Постійний представник Президента України в АР Крим під час візиту до США презентує плани офісу Кримської платформи”. Trang web chính thức của Tổng thống Ukraina (bằng tiếng Ukraina). 22 tháng 11 năm 2021. Truy cập ngày 22 tháng 11 năm 2021.
36. ↑  “President: Representative offices of the Crimea Platform will work not only in the capital of Ukraine, but also in a number of countries for the deoccupation of Crimea”. Trang web chính thức của Tổng thống Ukraina (bằng tiếng Anh). 22 tháng 8 năm 2021. Truy cập ngày 22 tháng 11 năm 2021.